# Campionati italiani di ski cross 2016
I Campionati italiani di ski cross 2016 si sono svolti a Breuil Cervinia il 6 aprile. Il programma ha incluso la gara maschile, mentre quella femminile non è stata disputata per assenza di atlete iscritte. 
Trattandosi di competizioni valide anche ai fini del punteggio FIS, vi hanno partecipato anche sciatori di altre federazioni, senza che questo consentisse loro di concorrere al titolo nazionale italiano.

## Risultati

### Uomini
| Pos. | Atleta        | Nazione |
| ---- | ------------- | ------- |
| 1    | Marco Tomasi  | Italia  |
| 2    | Andrea Tonon  | Italia  |
| 3    | Stefan Thanei | Italia  |
| 4    | Yanick Gunsch | Italia  |